# Flugplatz Lauterbach

i7
i11
i13
Der Flugplatz Lauterbach (ICAO-Code: EDFT) ist ein Sonderlandeplatz in Osthessen. Er liegt etwa fünf Kilometer nördlich der Stadt Lauterbach. Betrieben wird der Platz vom Aero-Club Lauterbach e. V. Zugelassen ist er für Segelflugzeuge, Motorsegler und Motorflugzeuge mit einem Höchstabfluggewicht von bis zu zwei Tonnen sowie Helikopter mit einem Höchstabfluggewicht von bis zu 5,7 Tonnen.